# دوگانه‌گرایی سیاه و سفید

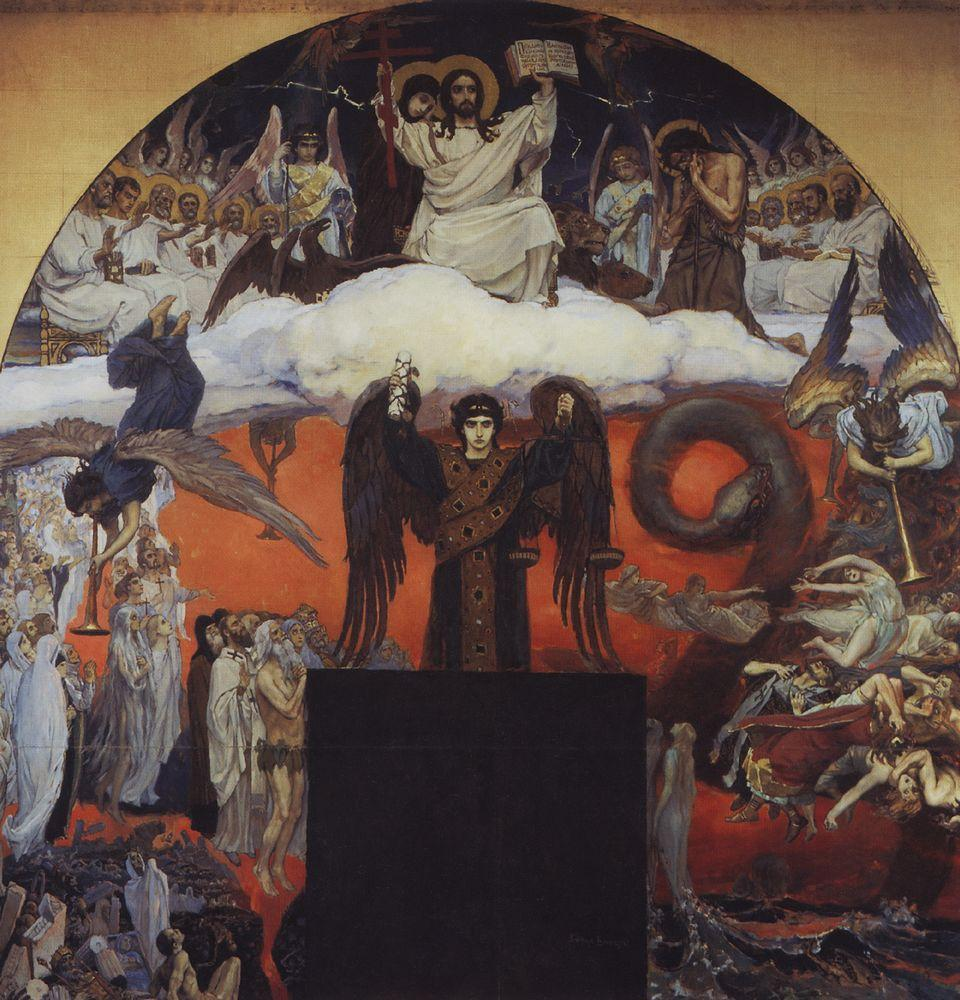
روز حساب

دوگانه‌انگاری سیاه و سفید (انگلیسی: Black-and-white dualism) تقابل سفید و سیاه، نور و تاریکی تاریکی، روز و شب، یک سنت دیرینه استفاده از استعاره استعاره، قابل ردیابی در خاور نزدیک باستان، و به صراحت در ضد مکتب فیثاغوری است. در فرهنگ غربی و همچنین در  کنفسیوس‌گرایی، تضاد نمادین بین خیر و شر دوگانگی اخلاقی است.